# Fort Wayne Zollner Pistons 1947-1948
La stagione 1947-1948 dei Fort Wayne Zollner Pistons fu la 7ª e ultima nella storia della franchigia nella NBL, prima del trasferimento nella BAA.
I Fort Wayne Zollner Pistons arrivarono terzi in stagione regolare in Eastern Division con un record di 40-20, qualificandosi per i play-off. Persero il primo turno con i Rochester Royals (3-1).

## Roster
|  | Naz.                   | Ruolo | Sportivo        | Anno | Alt. | Peso |  |
|  | ---------------------- | ----- | --------------- | ---- | ---- | ---- |  |
|  | Stati Uniti (bandiera) | AC    | Jake Pelkington | 1916 | 198  | 100  |  |
|  | Stati Uniti (bandiera) | GA    | Curly Armstrong | 1918 | 180  | 77   |  |
|  | Stati Uniti (bandiera) | AC    | Blackie Towery  | 1920 | 193  | 95   |  |
|  | Stati Uniti (bandiera) | AC    | Bob Kinney      | 1920 | 198  | 98   |  |
|  | Stati Uniti (bandiera) | GA    | Ralph Hamilton  | 1921 | 185  | 85   |  |
|  | Stati Uniti (bandiera) | GA    | Richie Niemiera | 1921 | 185  | 75   |  |
|  | Stati Uniti (bandiera) | GA    | Bob Tough       | 1920 | 183  | 84   |  |
|  | Stati Uniti (bandiera) | AG    | Jack Smiley     | 1922 | 191  | 86   |  |
|  | Stati Uniti (bandiera) | GA    | Dick Triptow    | 1922 | 183  | 77   |  |
|  | Stati Uniti (bandiera) | GA    | Walt Kirk       | 1924 | 191  | 78   |  |
|  | Stati Uniti (bandiera) | G     | Ken Menke       | 1922 | 183  | 76   |  |
|  | Stati Uniti (bandiera) | AC    | Milo Komenich   | 1920 | 201  | 96   |  |

## Staff tecnico
- Allenatore: Carl Bennett